# Philipp Oswald
Philipp Oswald (Feldkirch, 23 gennaio 1986) è un ex tennista austriaco.
Si è distinto soprattutto in doppio conquistando 11 titoli nell'ATP Tour e raggiungendo la 31ª posizione del ranking ATP nel giugno 2021. Il suo miglior risultato nelle prove del Grande Slam sono stati i quarti di finale all'Australian Open 2021. Vanta inoltre 35 titoli nell'ATP Challenger Tour. In singolare ha raggiunto la 206ª posizione nel dicembre 2009 e ha vinto solo tornei Futures; dal maggio 2015 ha giocato quasi esclusivamente in doppio.

## Statistiche

### Doppio

#### Vittorie (11)
| Legenda doppio       |
| Grande Slam (0)      |
| ATP Finals (0)       |
| ATP Masters 1000 (0) |
| ATP Tour 500 (1)     |
| ATP Tour 250 (10)    |

| N.  | Data             | Torneo                                                | Superficie      | Compagno               | Avversari in finale                | Punteggio            |
| 1.  | 2 marzo 2014     | Brasil Open, San Paolo                                | Terra rossa (i) | Guillermo García López | Juan Sebastián Cabal Robert Farah  | 5-7, 6-4, [15-13]    |
| 2.  | 24 maggio 2014   | Open de Nice Côte d'Azur, Nizza                       | Terra rossa     | Martin Kližan          | Rohan Bopanna Aisam-ul-Haq Qureshi | 6-2, 6-0             |
| 3.  | 22 febbraio 2015 | Rio Open, Rio de Janeiro                              | Terra rossa     | Martin Kližan          | Pablo Andújar Oliver Marach        | 7-6(3), 6-3          |
| 4.  | 11 febbraio 2017 | Ecuador Open, Quito                                   | Terra rossa     | James Cerretani        | Julio Peralta Horacio Zeballos     | 6-3, 2-1 rit.        |
| 5.  | 30 luglio 2017   | Swiss Open Gstaad, Gstaad                             | Terra rossa     | Oliver Marach          | Jonathan Eysseric Franko Škugor    | 6-3, 4-6, [10-8]     |
| 6.  | 22 ottobre 2017  | Kremlin Cup, Mosca                                    | Cemento (i)     | Maks Mirny             | Damir Džumhur Antonio Šančić       | 6-3, 7-5             |
| 7.  | 18 febbraio 2018 | New York Open, New York                               | Cemento (i)     | Maks Mirny             | Wesley Koolhof Artem Sitak         | 6-4, 4-6, [10-6]     |
| 8.  | 14 aprile 2018   | U.S. Men's Clay Court Championships, Houston          | Terra rossa     | Maks Mirny             | Andre Begemann Antonio Šančić      | 6(2)-7, 6-4, [11-9]  |
| 9.  | 20 luglio 2019   | Plava Laguna Croatia Open Umag, Umago                 | Terra rossa     | Robin Haase            | Oliver Marach Jürgen Melzer        | 7-5, 6(2)-7, [14-12] |
| 10. | 3 agosto 2019    | Austrian Open, Kitzbühel                              | Terra rossa     | Filip Polášek          | Sander Gillé Joran Vliegen         | 6-4, 6-4             |
| 11. | 17 ottobre 2020  | Forte Village Sardegna Open, Santa Margherita di Pula | Terra rossa     | Marcus Daniell         | Juan Sebastián Cabal Robert Farah  | 6-3, 6-4             |

#### Finali perse (11)
| Legenda doppio       |
| Grande Slam (0)      |
| ATP Finals (0)       |
| ATP Masters 1000 (0) |
| ATP Tour 500 (0)     |
| ATP Tour 250 (11)    |

| N.  | Data            | Torneo                          | Superficie  | Compagno               | Avversari in finale             | Punteggio           |
| 1.  | 13 luglio 2014  | Stuttgart Open, Stoccarda       | Terra rossa | Guillermo García López | Mateusz Kowalczyk Artem Sitak   | 6-2, 1-6, [7-10]    |
| 2.  | 9 gennaio 2015  | Qatar Open, Doha                | Cemento     | Julian Knowle          | Juan Mónaco Rafael Nadal        | 3-6, 4-6            |
| 3.  | 7 febbraio 2016 | Sofia Open, Sofia               | Cemento (i) | Adil Shamasdin         | Wesley Koolhof Matwé Middelkoop | 7-5, 6(9)-7, [6-10] |
| 4.  | 13 gennaio 2018 | Auckland Open, Auckland         | Cemento     | Maks Mirny             | Oliver Marach Mate Pavić        | 4-6, 7-5, [7-10]    |
| 5.  | 21 ottobre 2018 | Kremlin Cup, Mosca              | Cemento (i) | Maks Mirny             | Austin Krajicek Rajeev Ram      | 6(4)-7, 4-6         |
| 6.  | 28 luglio 2019  | Swiss Open Gstaad, Gstaad       | Terra rossa | Filip Polášek          | Sander Gillé Joran Vliegen      | 4-6, 3-6            |
| 7.  | 18 gennaio 2020 | Auckland Open, Auckland         | Cemento     | Marcus Daniell         | Luke Bambridge Ben McLachlan    | 6(3)-7, 3-6         |
| 8.  | 12 marzo 2021   | Qatar Open, Doha (2)            | Cemento     | Marcus Daniell         | Aslan Karacev Andrej Rublëv     | 5-7, 4-6            |
| 9.  | 3 ottobre 2021  | Sofia Open, Sofia (2)           | Cemento (i) | Oliver Marach          | Jonny O'Mara Ken Skupski        | 3-6, 4-6            |
| 10. | 24 luglio 2022  | Swiss Open Gstaad, Gstaad (2)   | Terra rossa | Robin Haase            | Tomislav Brkić Francisco Cabral | 4-6, 4-6            |
| 11. | 1º luglio 2023  | Mallorca Championships, Maiorca | Erba        | Robin Haase            | Yuki Bhambri Lloyd Harris       | 3-6, 4-6            |

### Tornei minori

#### Singolare

##### Vittorie (10)
| Challengers (0) |
| Futures (10)    |

| N.  | Data             | Torneo                                            | Superficie    | Avversario in finale    | Punteggio        |
| 1.  | 21 luglio 2007   | Austria F6 Futures 2007, Kramsach                 | Terra rossa   | Jakub Hasek             | 6(5)-7, 6-4, 6-4 |
| 2.  | 7 dicembre 2008  | Dominican Republic F3 Futures 2008, Santo Domingo | Cemento       | Víctor Estrella Burgos  | 7-6(2), 6-4      |
| 3.  | 7 giugno 2009    | Italy F13 Futures 2009, Bergamo                   | Terra rossa   | Juan Sebastián Cabal    | 6-3, 1-6, 6-2    |
| 4.  | 20 giugno 2009   | Italy F15 Futures 2009, Padova                    | Terra rossa   | Antonio Comporto        | 6-3, 6-3         |
| 5.  | 5 settembre 2010 | Bulgaria F6 Futures 2010, Dobrič                  | Terra rossa   | Petru-Alexandru Luncanu | 6-3, 6-1         |
| 6.  | giugno 2011      | Italy F14 Futures 2011, Padova                    | Terra rossa   | Gerard Granollers Pujol | 6-4, 6-3         |
| 7.  | luglio 2011      | Italy F20 Futures 2011, La Spezia                 | Terra rossa   | Alessandro Giannessi    | 6-3, 4-6, 6-2    |
| 8.  | settembre 2011   | Italy F27 Futures 2011, Porto Torres              | Cemento       | Massimo Capone          | 6-3, 7-5         |
| 9.  | settembre 2011   | Italy F28 Futures 2011, Padova                    | Sintetico (i) | Luca Vanni              | 4-6, 6-4, 6-3    |
| 10. | ottobre 2011     | Turkey F26 Futures 2011, Adalia                   | Terra rossa   | Michal Konečný          | 6-4, 6-1         |

#### Doppio

##### Vittorie (55)
| Challengers (35) |
| Futures (20)     |

| N.  | Data              | Torneo                                     | Superficie    | Compagno           | Avversari in finale                          | Punteggio              |
| 1.  | 7 maggio 2006     | Romania F1, Bucarest                       | Terra rossa   | Martin Fischer     | Riccardo Ghedin Dušan Karol                  | 3-6, 6-0, 7-6(3)       |
| 2.  | 8 luglio 2006     | Austria F5, Telfs                          | Terra rossa   | Martin Fischer     | Christian Magg Patrick Schmolzer             | 6-0, 6-3               |
| 3.  | 24 luglio 2006    | Austria F6, Kramsach                       | Terra rossa   | Martin Fischer     | Konstantin Gruber Christian Magg             | 6-4, 7-6(2)            |
| 4.  | 5 agosto 2006     | Austria F8, Portschach                     | Terra rossa   | Martin Fischer     | Christoph Lessiak Miha Mlakar                | 6-3, 2-6, 6-2          |
| 5.  | 10 settembre 2006 | Germany F15, Kempten                       | Terra rossa   | Martin Fischer     | Rameez Junaid Philipp Marx                   | 6-3, 1-6, 7-6(1)       |
| 6.  | 20 gennaio 2007   | Austria F1, Bergheim                       | Sintetico (i) | Martin Fischer     | Nikola Martinović Joško Topić                | 6-4, 6-4               |
| 7.  | 27 gennaio 2007   | Austria F2, Bergheim                       | Sintetico (i) | Martin Fischer     | Christian Magg Patrick Schmolzer             | 6-2, 6-2               |
| 8.  | 2 febbraio 2007   | Austria F3, Bergheim                       | Sintetico (i) | Martin Fischer     | Andreas Haider-Maurer Armin Sandbichler      | 7-6(9), 6-2            |
| 9.  | 6 luglio 2007     | Austria F4, Vandans                        | Terra rossa   | Armin Sandbichler  | Tobias Koeck Bogdan-Victor Leonte            | 6-4, 3-6, 7-6(8)       |
| 10. | 19 luglio 2007    | Austria F6, Kramsach                       | Terra rossa   | Armin Sandbichler  | Dušan Karol Filip Zeman                      | 7-6(3), 6-4            |
| 11. | 4 agosto 2007     | Austria F7, Feldkirch                      | Terra rossa   | Martin Fischer     | Max Raditschnigg Patrick Schmolzer           | 5-7, 6-2, 7-5          |
| 12. | 12 agosto 2007    | Austria F8, Irdning                        | Terra rossa   | Christoph Steiner  | Luka Belić Antonio Veić                      | 7-6(5), 6-2            |
| 13. | 22 settembre 2007 | Great Britain F17, Nottingham              | Cemento       | Martin Fischer     | Josh Goodall Tom Rushby                      | 6-3, 7-6(7)            |
| 14. | 28 settembre 2008 | Grenoble Challenger, Grenoble              | Cemento       | Martin Fischer     | Niels Desein Dick Norman                     | 6(5)-7, 7-5, [10-7]    |
| 15. | 7 dicembre 2008   | Dominican Republic F3, Santo Domingo       | Cemento       | Ivan Anikanov      | Andrej Kumancov Sheeva Parbhu                | 6-2, 6-4               |
| 16. | 15 marzo 2009     | Switzerland F2, Greifensee                 | Sintetico (i) | Henri Laaksonen    | Dustin Brown Alexander Sadecky               | 6-1, 6-4               |
| 17. | 17 luglio 2009    | Austria F5, Telfs                          | Terra rossa   | Gerald Melzer      | Roman Jebavý Mateusz Kowalczyk               | 7-5, 4-6, [10-7]       |
| 18. | 20 settembre 2009 | Internazionali dell'Umbria, Todi           | Terra rossa   | Martin Fischer     | Pablo Santos Gabriel Trujillo Soler          | 7-5, 6-3               |
| 19. | 27 settembre 2009 | Sicilia Classic, Palermo                   | Terra rossa   | Martin Fischer     | Pierre-Ludovic Duclos Rogério Dutra da Silva | 6-3, 7-6(4)            |
| 20. | 18 ottobre 2009   | Kolding Challenger, Kolding                | Cemento       | Martin Fischer     | Jonathan Marray Aisam-ul-Haq Qureshi         | 7-5, 6-3               |
| 21. | 20 febbraio 2010  | Bosnia & Herzegovina F1, Sarajevo          | Sintetico     | Alexander Peya     | Martin Emmrich Andreas Siljeström            | 6-3, 7-6(2)            |
| 22. | 14 marzo 2010     | All Japan Indoor Championships, Kyoto      | Sintetico     | Martin Fischer     | Divij Sharan Vishnu Vardhan                  | 6-1, 6-2               |
| 23. | 18 aprile 2010    | Open Pereira, Pereira                      | Terra rossa   | Dominik Meffert    | Gero Kretschmer Alexander Satschko           | 6(4)-7, 7-6(6), [10-5] |
| 24. | 2 maggio 2010     | Ostrava Open, Ostrava                      | Terra rossa   | Martin Fischer     | Tomasz Bednarek Mateusz Kowalczyk            | 2-6, 7-6(6), [10-8]    |
| 25. | 27 giugno 2010    | Reggio Emilia Challenger, Reggio Emilia    | Terra rossa   | Martin Slanar      | Sadik Kadir Purav Raja                       | 6-2, 5-7, [10-6]       |
| 26. | 10 ottobre 2010   | Sicilia Classic, Palermo                   | Terra rossa   | Martin Fischer     | Alessandro Motti Simone Vagnozzi             | 4-6, 6-2, [10-6]       |
| 27. | maggio 2011       | Alessandria Challenger, Alessandria        | Terra rossa   | Martin Fischer     | Jeff Coetzee Andreas Siljeström              | 6(6)-7, 7-5, [10-6]    |
| 28. | luglio 2011       | Sporting Challenger, Torino                | Terra rossa   | Martin Fischer     | Uladzimir Ihnacik Martin Kližan              | 6-3, 6-4               |
| 29. | luglio 2011       | Oberstaufen Cup, Oberstaufen               | Terra rossa   | Martin Fischer     | Tomasz Bednarek Mateusz Kowalczyk            | 7-6(1), 6-3            |
| 30. | agosto 2011       | Italy F1, Este                             | Terra rossa   | Simon Stadler      | Nima Roshan Rubin Statham                    | 6-3, 6-3               |
| 31. | settembre 2011    | Italy F27, Porto Torres                    | Cemento       | Nikolaus Moser     | Erik Crepaldi Claudio Grassi                 | 6-4, 6-1               |
| 32. | novembre 2011     | ATP Salzburg Indoors, Salisburgo, Austria  | Cemento (i)   | Martin Fischer     | Alexander Waske Lovro Zovko                  | 6-3, 3-6, [14-12]      |
| 33. | marzo 2012        | Pro Series Bath, Bath                      | Cemento (i)   | Martin Fischer     | Jamie Delgado Ken Skupski                    | 6-4, 6-4               |
| 34. | settembre 2012    | Internazionali Città dell'Aquila, Todi     | Terra rossa   | Martin Fischer     | Marco Cecchinato Alessio Di Mauro            | 6-3, 6-2               |
| 35. | novembre 2012     | Keio Challenger, Yokohama                  | Cemento (i)   | Prakash Amritraj   | Sanchai Ratiwatana Sonchat Ratiwatana        | 6-3, 6-4               |
| 36. | novembre 2012     | Toyota Challenger, Toyota                  | Sintetico (i) | Mate Pavić         | Andrea Arnaboldi Matteo Viola                | 6-3, 3-6, [10-2]       |
| 37. | febbraio 2013     | Germany F4, Nußloch                        | Sintetico (i) | Bastian Knittel    | Ivan Bjelica Sander Groen                    | 6-2, 7-5               |
| 38. | maggio 2013       | Tunis Open, Tunisi                         | Terra rossa   | Dominik Meffert    | Jamie Delgado Andreas Siljeström             | 3-6, 7-6(0), [10-7]    |
| 39. | giugno 2013       | Città di Caltanissetta, Caltanissetta      | Terra rossa   | Dominik Meffert    | Alessandro Giannessi Potito Starace          | 6-2, 6-3               |
| 40. | luglio 2013       | Oberstaufen Cup, Oberstaufen               | Terra rossa   | Dominik Meffert    | Stephan Fransen Artem Sitak                  | 6-1, 3-6, [14-12]      |
| 41. | settembre 2013    | Sibiu Open, Sibiu                          | Terra rossa   | Rameez Junaid      | Jamie Delgado Jordan Kerr                    | 6-4, 6-4               |
| 42. | novembre 2013     | Internazionali di Castel del Monte, Andria | Cemento (i)   | Andreas Siljeström | Alessandro Motti Goran Tošić                 | 6-2, 6-3               |
| 43. | giugno 2015       | Czech Open, Prostějov                      | Terra rossa   | Julian Knowle      | Mateusz Kowalczyk Igor Zelenay               | 4-6, 6-3, [11-9]       |
| 44. | maggio 2016       | Open du Pays d'Aix, Aix-en-Provence        | Terra rossa   | Oliver Marach      | Guillermo Durán Máximo González              | 6-1, 4-6, [10-7]       |
| 45. | luglio 2016       | Marburg Open, Marburgo                     | Terra rossa   | James Cerretani    | Miguel Ángel Reyes Varela Max Schnur         | 6-3, 6-2               |
| 46. | luglio 2016       | Braunschweig Open, Braunschweig            | Terra rossa   | James Cerretani    | Mateusz Kowalczyk Antonio Šančić             | 4-6, 7-6(5), [10-2]    |
| 47. | agosto 2016       | ATP Challenger Cortina, Cortina d'Ampezzo  | Terra rossa   | James Cerretani    | Roberto Carballés Baena Cristian Garín       | 6-3, 6-2               |
| 48. | maggio 2019       | Garden Open, Roma                          | Terra rossa   | Filip Polášek      | Nikola Ćaćić Adam Pavlásek                   | w/o                    |
| 49. | maggio 2019       | Lisboa Belém Open, Lisbona                 | Terra rossa   | Filip Polášek      | Guido Andreozzi Guillermo Durán              | 7-5, 6-2               |
| 50. | giugno 2019       | Czech Open, Prostějov                      | Terra rossa   | Filip Polášek      | Jiří Lehečka Jiří Veselý                     | 6-4, 7-6(4)            |
| 51. | giugno 2019       | Open de Lyon, Lione                        | Terra rossa   | Filip Polášek      | Simone Bolelli Andrea Pellegrino             | 6-4, 7-6(2)            |
| 52. | aprile 2022       | Andalucía Challenger, Marbella             | Terra rossa   | Roman Jebavý       | Hugo Nys Jan Zieliński                       | 7-6(6), 3-6, [10-3]    |
| 53. | 6 agosto 2022     | Liberec Open, Liberec                      | Terra rossa   | Neil Oberleitner   | Roman Jebavý Adam Pavlásek                   | 7-6(5), 6-2            |
| 54. | 20 agosto 2022    | Kozerki Open, Grodzisk Mazowiecki          | Cemento       | Robin Haase        | Hugo Nys Fabien Reboul                       | 6-3, 6-4               |
| 55. | 12 agosto 2023    | Banja Luka Challenger, Banja Luka          | Terra rossa   | Victor Vlad Cornea | Andrej Golubev Denys Molčanov                | 3-6, 6-1, [15-13]      |

## Risultati in progressione
| Sigla | Risultato               |
| ----- | ----------------------- |
| V     | Vincitore               |
| F     | Finalista               |
| SF    | Semifinalista           |
| O     | Oro olimpico            |
| A     | Argento olimpico        |
| SF    | Bronzo olimpico         |
| QF    | Quarti di Finale        |
| 4T    | Quarto turno            |
| 3T    | Terzo turno             |
| 2T    | Secondo turno           |
| 1T    | Primo turno             |
| RR    | Round Robin             |
| LQ    | Turno di qualificazione |
| A     | Assente                 |
| ND    | Non disputato           |

| Legenda superfici    |
| -------------------- |
| Cemento              |
| Terra battuta        |
| Erba                 |
| Superficie variabile |

### Singolare
| Tornei Grande Slam         |               |               |     |     |     |
| Australian Open, Melbourne | Q2            | A             | Q1  | A   | 0-0 |
| Open di Francia, Parigi    | Q1            | A             | Q1  | A   | 0-0 |
| Wimbledon, Londra          | Q1            | A             | Q1  | A   | 0-0 |
| US Open, New York          | A             | A             | Q1  | A   | 0-0 |
| Vittorie-Sconfitte         | 0-0           | 0-0           | 0-0 | 0-0 | 0-0 |
| Giochi Olimpici            |               |               |     |     |     |
| Giochi Olimpici            | Non disputati | Non disputati | A   | ND  | 0-0 |
| Vittorie-Sconfitte         | Non disputati | Non disputati | 0-0 | ND  | 0-0 |

### Doppio
| Tornei Grande Slam         |               |               |     |               |               |               |     |               |               |               |               |     |     |     |     |       |
| Australian Open, Melbourne | A             | A             | A   | A             | 2T            | 1T            | 1T  | 1T            | 2T            | 1T            | 1T            | QF  | 1T  | 1T  | A   | 5-10  |
| Open di Francia, Parigi    | A             | A             | A   | A             | 2T            | 1T            | A   | 2T            | 1T            | A             | 1T            | 2T  | 1T  | 1T  | A   | 3-8   |
| Wimbledon, Londra          | Q1            | A             | Q2  | 1T            | 1T            | 1T            | Q1  | 2T            | 1T            | 3T            | ND            | 2T  | 2T  | 1T  | A   | 5-9   |
| US Open, New York          | A             | A             | A   | 2T            | 3T            | 3T            | A   | 1T            | 1T            | 1T            | 2T            | 1T  | 3T  | 1T  | A   | 8-10  |
| Vittorie-Sconfitte         | 0-0           | 0-0           | 0-0 | 1-2           | 4-4           | 2-4           | 0-1 | 2-4           | 1-4           | 2-3           | 1-3           | 5-4 | 3-4 | 0-4 | 0-0 | 21-37 |
| Giochi Olimpici            |               |               |     |               |               |               |     |               |               |               |               |     |     |     |     |       |
| Giochi Olimpici            | Non disputati | Non disputati | A   | Non disputati | Non disputati | Non disputati | A   | Non disputati | Non disputati | Non disputati | Non disputati | 2T  | ND  | ND  | A   | 1-1   |
| Vittorie-Sconfitte         | Non disputati | Non disputati | 0-0 | Non disputati | Non disputati | Non disputati | 0-0 | Non disputati | Non disputati | Non disputati | Non disputati | 1-1 | ND  | ND  | 0-0 | 1-1   |

### Doppio misto
| Tornei Grande Slam         |               |               |     |               |               |               |     |               |               |               |               |     |
| Australian Open, Melbourne | A             | A             | A   | A             | A             | A             | A   | A             | A             | A             | A             | 0-0 |
| Open di Francia, Parigi    | A             | A             | A   | A             | A             | A             | A   | A             | A             | A             | ND            | 0-0 |
| Wimbledon, Londra          | A             | A             | A   | A             | 1T            | 2T            | A   | A             | 1T            | 2T            | ND            | 2-4 |
| US Open, New York          | A             | A             | A   | A             | A             | A             | A   | A             | A             | A             | ND            | 0-0 |
| Vittorie-Sconfitte         | 0-0           | 0-0           | 0-0 | 0-0           | 0-1           | 1-1           | 0-0 | 0-0           | 0-1           | 1-1           | 0-0           | 2-4 |
| Giochi Olimpici            |               |               |     |               |               |               |     |               |               |               |               |     |
| Giochi Olimpici            | Non disputati | Non disputati | A   | Non disputati | Non disputati | Non disputati | A   | Non disputati | Non disputati | Non disputati | Non disputati | 0-0 |
| Vittorie-Sconfitte         | Non disputati | Non disputati | 0-0 | Non disputati | Non disputati | Non disputati | 0-0 | Non disputati | Non disputati | Non disputati | Non disputati | 0-0 |